# ダニー・エイケン
ダニー・エイケン（Danny Aiken 1988年8月28日- ）はバージニア州ロアノーク出身のアメリカンフットボール選手。ポジションはロングスナッパー。

## 経歴
高校時代は、ディフェンシブラインマンやクォーターバックとしてプレーした。最終年次には、クォーターバックとしてレギュラーシーズンを9勝1敗、プレーオフで1勝1敗の成績を残した。こうした成績をあげたものの、どこの大学からもクォーターバックとしての奨学金のオファーを受けられず、フォークユニオン・ミリタリーアカデミーでタイトエンド、ロングスナッパーとしてプレーした。
バージニア大学ではマイク・ロンドンヘッドコーチの下で、4年間ロングスナッパーを務めた。控えタイトエンドも務めたが、パスキャッチは1回もなかった。
2010年までには、全米の大学屈指のロングスナッパーとしてスカウトに注目されるようになった。
2011年5月、バッファロー・ビルズとドラフト外フリーエージェントで契約を結んだが、同年8月ウェーバー公示された。9月4日にニューイングランド・ペイトリオッツに加入し、2009年以降4人目となるペイトリオッツのロングスナッパーのレギュラー及び緊急時用のタイトエンドとなった。この年、チームは第46回スーパーボウルに進出、スーパーボウルでもロングスナッパーを務めた。
公式に引退は表明していないが、2018年よりボーディングスクールである Virginia Episcopal Schoolのフットボールチームのヘッドコーチに就任している。